# Gisløya
Gisløya est une île norvégienne située dans la commune d'Øksnes, Nordland.

## Description
L'île a une superficie de 5,57 km2. L'île est située sur le côté ouest du fjord Gavlfjorden. L'île est plate et marécageuse, avec Ramnhaugen comme point le plus élevé de l'île et seulement 37 m d'altitude. Gisløya est reliée avec Langøya par un pont.
La côte sud de Gisløya est habitée. En 2001 l'île comptait 91 habitants. Il y a un service d'autobus entre Gisløya et Myre.

### Réserve naturelle
Une partie de Gisløya est une aire protégée et fait partie de la réserve naturelle de Grunnfjorden.